# Холл, Эдвин
Э́двин Ге́рберт Холл (англ. Edwin Herbert Hall; 7 ноября 1855 — 20 ноября 1938) — американский физик, открывший эффект, названный его именем (эффект Холла). Он проводил термоэлектрические исследования в Гарварде, где написал много учебников и прикладных методических материалов.

## Биография
Холл родился в городе Горем, штате Мэн, США. В 1875 году окончил колледж Боудина (Брансуик). Высшее образование Холл получил в университете Джонса Хопкинса, где защитил докторскую диссертацию в 1880 году. Там же он проводил свои первые эксперименты.
Эффект, получивший впоследствии имя первооткрывателя, был открыт Эдвином Холлом в 1879 году, когда он работал над своей докторской диссертацией. Свой эксперимент Холл проводил на золотой пластинке, размещённой на стекле, при пропускании через которую магнитного потока возникала разность потенциалов на боковых краях пластины (не обязательно золотой, использовались и полупроводниковые материалы). Разница потенциалов возникала вследствие приложения магнитного поля перпендикулярно к плоскости пластинки (холловского элемента). Отношение холловского напряжения к величине продольного тока, сегодня известное как «холловское сопротивление», характеризует материал, из которого изготовлен элемент Холла. В 1880 году эти эксперименты были опубликованы в качестве докторских тезисов в журналах «American Journal of Science», и «Philosophical Magazine».

## Работы Холла
- A Text-Book of Physics (1891; третье издание, 1903), совместно с Дж. Бергеном
- Elementary Lessons in Physics (1894; 1900)
- The Teaching of Chemistry and Physics (1902), совместно с А. Смитом
- College Laboratory Manual of Physics (1904; пересмотренное издание, 1913)
- Elements of Physics (1912)